# Josh Sargent
Joshua Thomas Sargent (sinh ngày 20 tháng 2 năm 2000) là một cầu thủ bóng đá chuyên nghiệp người Mỹ chơi ở vị trí tiền đạo hoặc tiền vệ chạy cánh cho câu lạc bộ Norwich City tại EFL Championship và đội tuyển quốc gia Hoa Kỳ.